# خالد بلقاسم
خالد بلقاسم (ولد سنة 1964 بقصبة تادلة) كاتب وناقد ومترجم مغربي، الحائز على جائزة المغرب للكتاب سنة 2018، عن كتاب مرايا القراءة، مهتم بالدراسات النقدية للشعر المغربي والعربي.، وهو من مترجمي روايات الأديب التشيكي ميلان كونديرا إلى العربية.

## سيرته
حضر لمجموعة من الندوات والمحاضرات في الجامعات، كجامعة مولاي إسماعيل بمكناس، وعدة منابر إعلامية،  خاصة في برنامج الناقد سنة 2012، والذي يُبث على القناة الثانية المغربية وحل ضيفا على مؤمنون بلا حدود تصب أعماله في مجال التصوف، ويعتبر من أهم دارسي متنه القلائل في العالم العربي، وهو عضو بيت الشعر المغرب ورئيس مجلة البيت.

## اهتماماته
يركز الكاتب في كثير من مواضيع كتبه، خاصة ما تعلق بمجال الدراسات النقدية الأدبية، على تعميق الرؤية في الكتابات القديمة حول التراث الصوفي، لأنه يتمتع بالقدرة على ممارسة الهدم والتفكيك باعتبارهما مفهومين نقديين، ويهدف من خلالها إلى تقديم نظرة استشرافية جديدة، تتخطى المتداول في المتون.
يحرص على البحث والتنقيب عن كل ما له علاقة بأزمة النقد العربي الحديث، والمسببة في مآزق نقدية كثيرة، كانت نتيجة لإبدالات منهاجية تم اعتمادها منذ زمن مضى؛ وهي إبدالات عرقلت الممر أمام ظهور عدة نصوص جيدة ولها أحقية في الميدان النقدي كما يدعو إلى إيجاد حلول يتأتى من خلالها تخطي هذه العراقيل والمآزق، وأشار إلى هذا في كتابه الصوفية والفراغ الكتابة عند النفري، ما أسماه بالنسيان الفعال، حيث ينبغي الانفتاح على أشكال قرائية جديدة.
تبرز أغلبية كتبه في مجال النقد رؤية تحليلية عميقة، ودقيقة، تتميز بحس منهجي رائق، لكونه يمزج بنوع من التركيب، بين التوجهات الشعرية النقدية، وبين حدوس وتنبؤات الصوفية – باعتبارها تجربة تنشد الأقصى، مستشرفة إلى ما وراءه، ما وراء كل شيء، ما وراء الأحكام وهي منطقة بعيدة، يُراد لها التحقق والانبلاج- ومقترحات فلاسفة الشعر والأدب.
ويعتبر قارئا لأعمال الناقد المغربي عبد الفتاح كيليطو، ويجمل مسيرة بحثه في كتابات كيليطو النقدية، في نقاط أساسية هي: التفكيك، العمق، المرح، والبينية.
ختاما، الكاتب بلقاسم خالد مشروع نقدي إصلاحي، يتوق إلى تحسين مجال النقد العربي الحديث، من خلال تقليص المسافة الكائنة بين اللفظ والتجسيد له في المرجع.

## مؤلفاته في النقد
- 2000، أدونيس والخطاب الصوفي، دار توبقال للنشر.[3]

- 2004, الكتابة والتصوف عند ابن عربي، عن دار توبقال للنشر.[3]

- 2007، الكتابة وإعادة الكتابة في الشعر المغربي المعاصر، منشورات وزارة الثقافة- الرباط.[3]

- 2012، الصوفية والفراغ، الكتابة عند النفري، المركز الثقافي العربي.[3][4]

- 2017، مرايا القراءة، المركز الثقافي العربي.[3]
- 2025، الأخاديد ونداؤها، دار المتوسط للنشر

## مؤلفاته في الترجمة
- البطء، 2013 لميلان كونديرا، المركز الثقافي العربي.

- المزحة، 2014 لميلان كونديرا، المركز الثقافي العربي-بيروت.

- فن الرواية، 2017 لميلان كونديرا، عن المركز الثقافي العربي.

## وصلات خارجية
- حوار مع الكاتب في موقع وزارة الثقافة

- محمد الأشعري وخالد بلقاسم في ضيافة دار الشعر بتطوان

- صفحة مجلة بيت الشعر